# Hypocambala anguina
Hypocambala anguina är en mångfotingart som först beskrevs av Carl Graf Attems 1900.  Hypocambala anguina ingår i släktet Hypocambala och familjen Glyphiulidae. Inga underarter finns listade i Catalogue of Life.